# Елізабет Коттмаєр
Елізабет Коттмаєр (31 липня 1902 - 11 січня 1983) — німецька письменниця і перекладачка української літератури, співзасновниця видавництва «На Горі». Дружина Ігоря Костецького.

## Біографія
Народилася 31 липня 1902 року. Була співвидавчинею журналу «Україна і світ», що виходив у Ганновері в 1946-1969 роках. Разом зі своїм чоловіком Ігорем Костецьким працювала у заснованому ними видавництві «На Горі». З української на німецьку переклала «Роман Троянд» Василя Барки, переклала чимало віршів для антології сучасної української поезії в німецькому перекладі «Weinstock der Wiedergeburt: Moderne ukrainische Lyrik» (1957), що її упорядкував Володимир Державин. Упорядкувала й переклала вибране Лесі Українки «Auf dem Blutacker». Разом з Ігорем Костецьким упорядкувала й переклала антологію давньої української літератури «Aus dem Alten Russland» (1968). 1970 року у видавництві «Гоффманн і Кампе» вийшов друком її переклад роману Олеся Гончара «Собор» під назвою «Der Dom von Satschipljanka».
1984 року посмертно вийшла збірка віршів Елізабет Коттмаєр «Die Stunde hat sechzig Zähne:Gedichte posthum» («Година має шістдесят зубів»).